# Bortglömda
Bortglömda är en svensk-finländsk dokumentärfilm från 2005 i regi av Agnieszka Lukasiak.
Filmen skildrar två unga kvinnor, Ania och Gosia, som bor i ett så kallat PGR-område, det vill säga ett före detta arbetsläger för jordbrukare som anlades under kommunisttiden i Polen. När kommunistregimen i landet föll lämnades detta område i djup fattigdom och misär. Filmen skildrar även hur kvinnorna beger sig till huvudstaden Warszawa för att där försöka skapa sig ett bättre liv.
Producenter var Antonio Russo Merenda och Malla Grapengiesser och fotograf Kacper Lisowski. Filmen klipptes av Lukasiak och Jarosław Barzan och premiärvisades den 30 september 2005 på biograf Zita i Stockholm. Den visades även av Sveriges Television 1 januari 2007.
Bortglömda belönades med pris för bästa dokumentär vid filmfestivaler i Århus och Harare 2006.